# Mycoplasma fermentans
Mycoplasma fermentans  è una specie di batterio appartenente alla famiglia delle Mycoplasmataceae.